# Terebra
Genre
Terebra est un genre de mollusques gastéropodes marins de la famille des Terebridae.

## Liste d'espèces
Selon World Register of Marine Species (20 février 2014) :
- Terebra achates Weaver, 1960
- Terebra aciculina Reeve, 1860
- Terebra acrior Dall, 1889

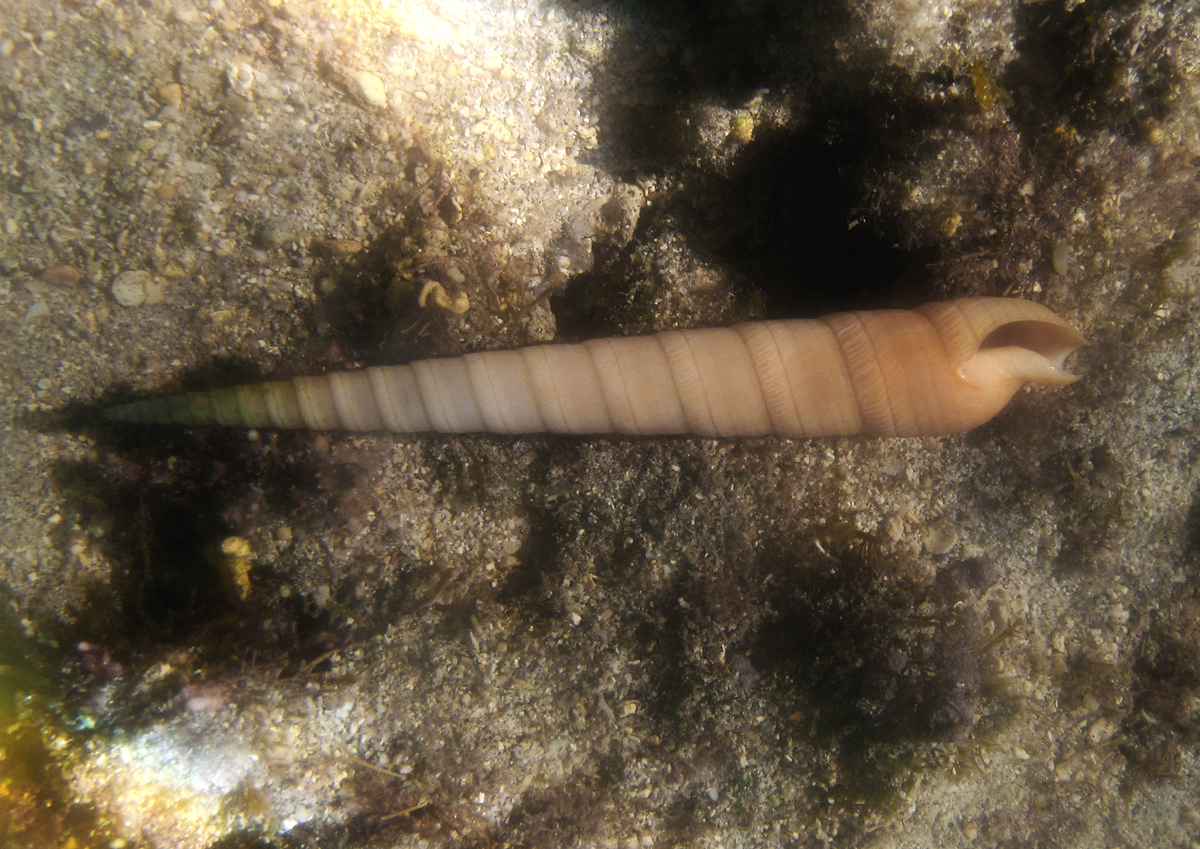
Terebra cingulifera.

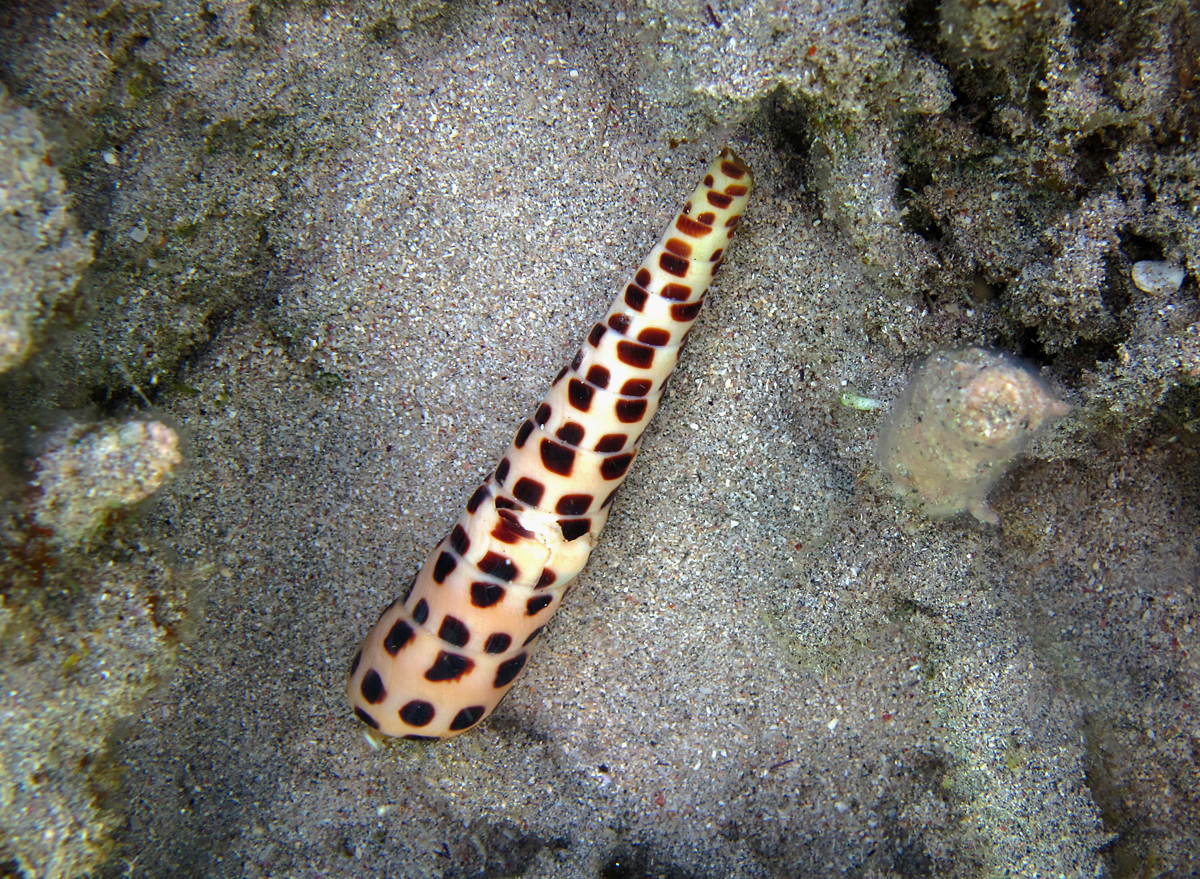
Terebra consobrina.

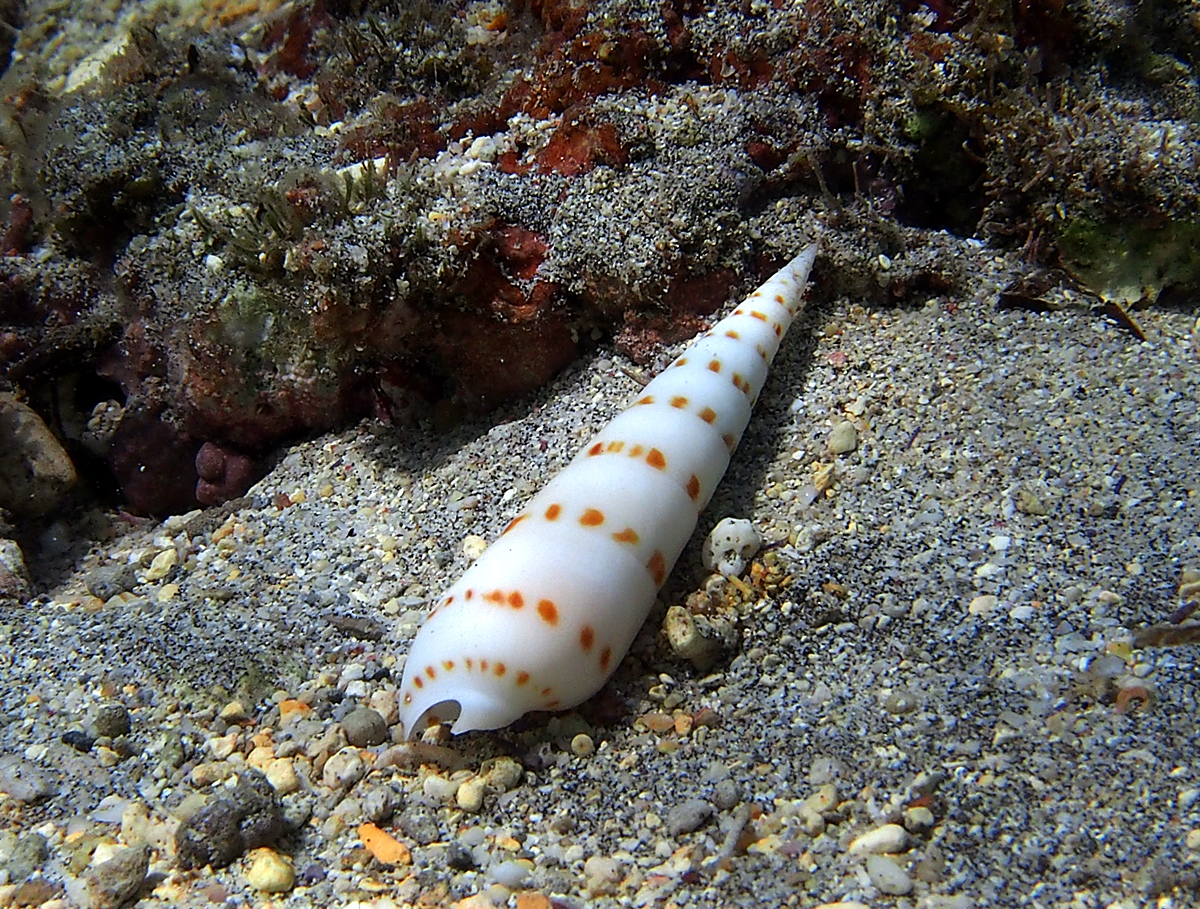
Terebra felina.

- Terebra alagoensis Lima, Tenorio & Barros, 2007
- Terebra alba Gray, 1834
- Terebra albocancellata Bratcher, 1988
- Terebra alisi Aubry, 1999
- Terebra allyni Bratcher & Burch, 1970
- Terebra amanda Hinds, 1844
- Terebra arcas Abbott, 1954
- Terebra argosyia Olsson, 1971
- Terebra argus Hinds, 1844
- Terebra armillata Hinds, 1844
- Terebra assu Simone, 2012
- Terebra babylonia Lamarck, 1822
- Terebra balabacensis Aubry & Picardal, 2011
- Terebra barbieri Aubry, 2008
- Terebra berryi Campbell, 1961
- Terebra biminiensis (Petuch, 1987)
- Terebra brandi Bratcher & Burch, 1970
- Terebra brasiliensis (E. A. Smith, 1873)
- Terebra bratcherae Cernohorsky, 1987
- Terebra bridgesi Dall, 1908
- Terebra carolae Bratcher, 1979
- Terebra casta Hinds, 1844
- Terebra castaneostriata Kosuge, 1979
- Terebra churea Campbell, 1964
- Terebra cingulifera Lamarck, 1822
- Terebra circinata Deshayes, 1857
- Terebra cognata E. A. Smith, 1877
- Terebra colombiensis Simone & Gracia, 2006
- Terebra concava (Say, 1826)
- Terebra consobrina Deshayes, 1857
- Terebra consors Hinds, 1844
- Terebra contracta (E. A. Smith, 1873)
- Terebra corintoensis Pilsbry & Lowe, 1932
- Terebra corrugata Lamarck, 1822
- Terebra cossignanii Aubry, 2008
- Terebra crassireticula Simone, 1999
- Terebra crenifera Deshayes, 1859
- Terebra curacaoensis De Jong & Coomans, 1988
- Terebra daniae Aubry, 2008
- Terebra deshayesii Reeve, 1860
- Terebra dislocata (Say, 1822)
- Terebra doellojuradoi Carcelles, 1953
- Terebra elata Hinds, 1844
- Terebra evelynae Clench & Aguayo, 1939
- Terebra fijiensis (E. A. Smith, 1873)
- Terebra formosa Deshayes, 1857
- Terebra frigata Hinds, 1844
- Terebra funiculata Hinds, 1844
- Terebra gabriellae Aubry, 2008
- Terebra gaiae Aubry, 2008
- Terebra giorgioi Aubry, 1999
- Terebra glossema Schwengel, 1942
- Terebra guayaquilensis (E. A. Smith, 1880)
- Terebra guphilae Poppe, Tagaro & Terryn, 2009
- Terebra guttata (Röding, 1798)
- Terebra hancocki Bratcher & Burch, 1970
- Terebra helichrysum Melvill & Standen, 1903
- Terebra hemphilli Vanatta, 1924
- Terebra histrio Deshayes, 1857
- Terebra incisa Faber, 2007
- Terebra intertincta Hinds, 1844
- Terebra intumescyra Lima, Tenorio & Barros, 2007
- Terebra irregularis Thiele, 1925
- Terebra jacksoniana (Garrard, 1976)
- Terebra jacquelinae Bratcher & Burch, 1970
- Terebra juanica (Dall & Simpson, 1901)
- Terebra knudseni Bratcher, 1983
- Terebra laevigata Gray, 1834
- Terebra lamyi Terryn, 2011
- Terebra lanceata Reeve, 1860
- Terebra larvaeformis Hinds, 1844
- Terebra lauretanae Tenison-Woods, 1878
- Terebra leptapsis Simone, 1999
- Terebra levantina Aubry, 1999
- Terebra ligata Hinds, 1844
- Terebra lima Deshayes, 1857
- Terebra limatula Dall, 1889
- Terebra lindae Petuch, 1987
- Terebra livida Reeve, 1860
- Terebra longiscata Deshayes, 1859
- Terebra luandensis Aubry, 2008
- Terebra lucana Dall, 1908
- Terebra mindanaoensis Aubry, 2008
- Terebra montgomeryi Burch, 1965
- Terebra mugridgeae García, 1999
- Terebra nadinae Aubry, 2008
- Terebra nassula Dall, 1889
- Terebra nathaliae (Drivas & Jay, 1988)
- Terebra nectarea Melvill & Standen, 1895
- Terebra niauensis Tröndlé & Letourneux, 2011 †
- Terebra ninfae Campbell, 1961
- Terebra nodularis Deshayes, 1859
- Terebra noumeaensis Aubry, 1999
- Terebra oculata Lamarck, 1822
- Terebra ornata Gray, 1834
- Terebra pacei Petuch, 1987
- Terebra palawanensis Aubry & Picardal, 2011
- Terebra panamensis Dall, 1908
- Terebra pedroana Dall, 1908
- Terebra pellyi E. A. Smith, 1877
- Terebra pertusa (Born, 1778)
- Terebra picardali Aubry, 2011
- Terebra picta Hinds, 1844
- Terebra plicata Gray, 1834
- Terebra polygonia Reeve, 1860
- Terebra polygyrata Deshayes, 1859
- Terebra polypenus Pilsbry & Lowe, 1932
- Terebra praelonga Deshayes, 1859
- Terebra protexta (Conrad, 1846)
- Terebra pseudopicta Aubry, 2008
- Terebra pseudoturbonilla Talavera, 1975
- Terebra punctatostriata Gray, 1834
- Terebra quoygaimardi Cernohorsky & Bratcher, 1976
- Terebra rancheria Bratcher, 1988
- Terebra reticularis (Pecchioli in Sacco, 1891)
- Terebra robusta Hinds, 1844
- Terebra roperi Pilsbry & Lowe, 1932
- Terebra rushii Dall, 1889
- Terebra sandrinae Aubry, 2008
- Terebra shyana Bratcher & Burch, 1970
- Terebra simonei Lima, Tenorio & Barros, 2007
- Terebra specillata Hinds, 1844
- Terebra spectabilis Hinds, 1844
- Terebra spirosulcata Simone, 1999
- Terebra sterigma Simone, 1999
- Terebra sterigmoides Simone & Gracia, 2006
- Terebra stohleri Bratcher & Burch, 1970
- Terebra subangulata Deshayes, 1859
- Terebra subulata (Linnaeus, 1767)
- Terebra succincta (Gmelin, 1791)
- Terebra succinea Hinds, 1844
- Terebra swobodai Bratcher, 1981
- Terebra taiwanensis Aubry, 1999
- Terebra taurina (Lightfoot, 1786)
- Terebra tessellata Gray, 1834
- Terebra textilis Hinds, 1844
- Terebra tiarella Deshayes, 1857
- Terebra tjidamarensis K. Martin, 1880
- Terebra tricolor G. B. Sowerby I, 1825
- Terebra trismacaria Melvill, 1917
- Terebra turschi Bratcher, 1981
- Terebra twilae Bouchet, 1983
- Terebra vanuatuensis Aubry, 1999
- Terebra vappereaui Tröndlé, Boutet & Terryn, 2013
- Terebra variegata Gray, 1834
- Terebra vaubani Aubry, 1999
- Terebra veliae Aubry, 1991
- Terebra venilia Tenison-Woods, 1879
- Terebra vinosa Dall, 1889
- Terebra virgo Schepman, 1913
- Terebra walkeri E. A. Smith, 1899

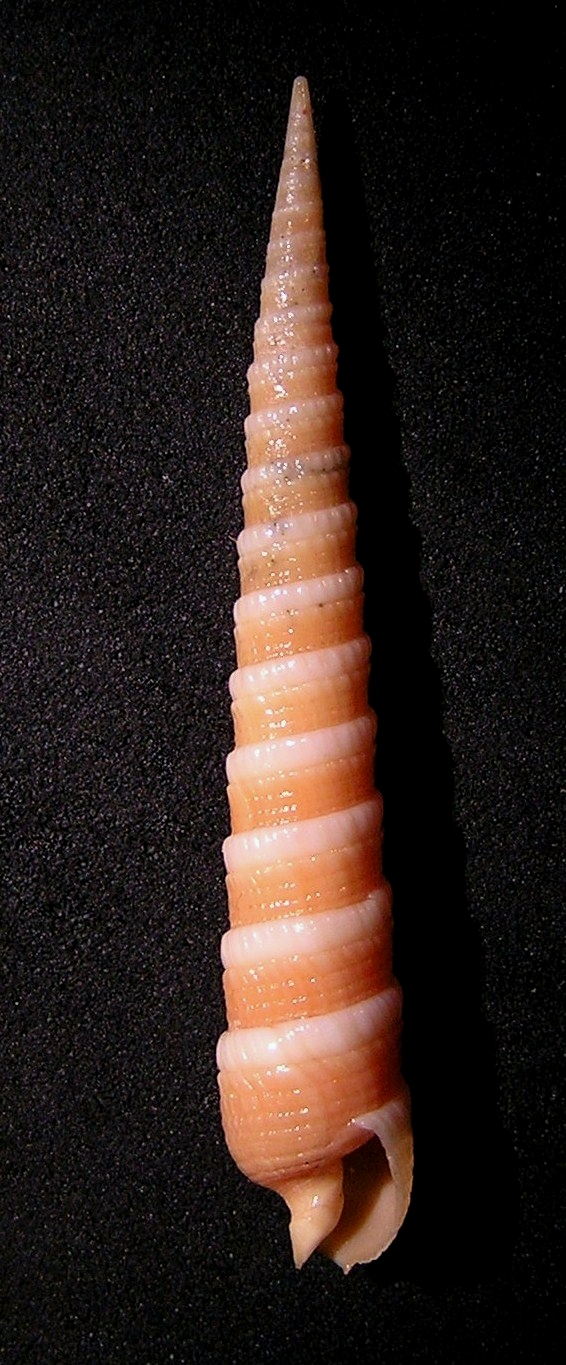
Terebra amanda
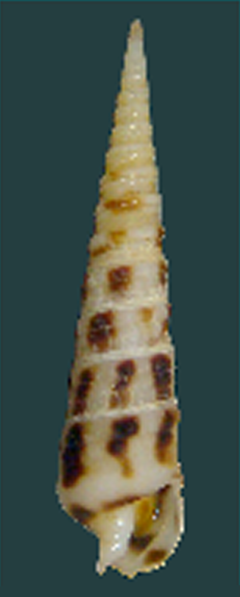
Terebra argosyia
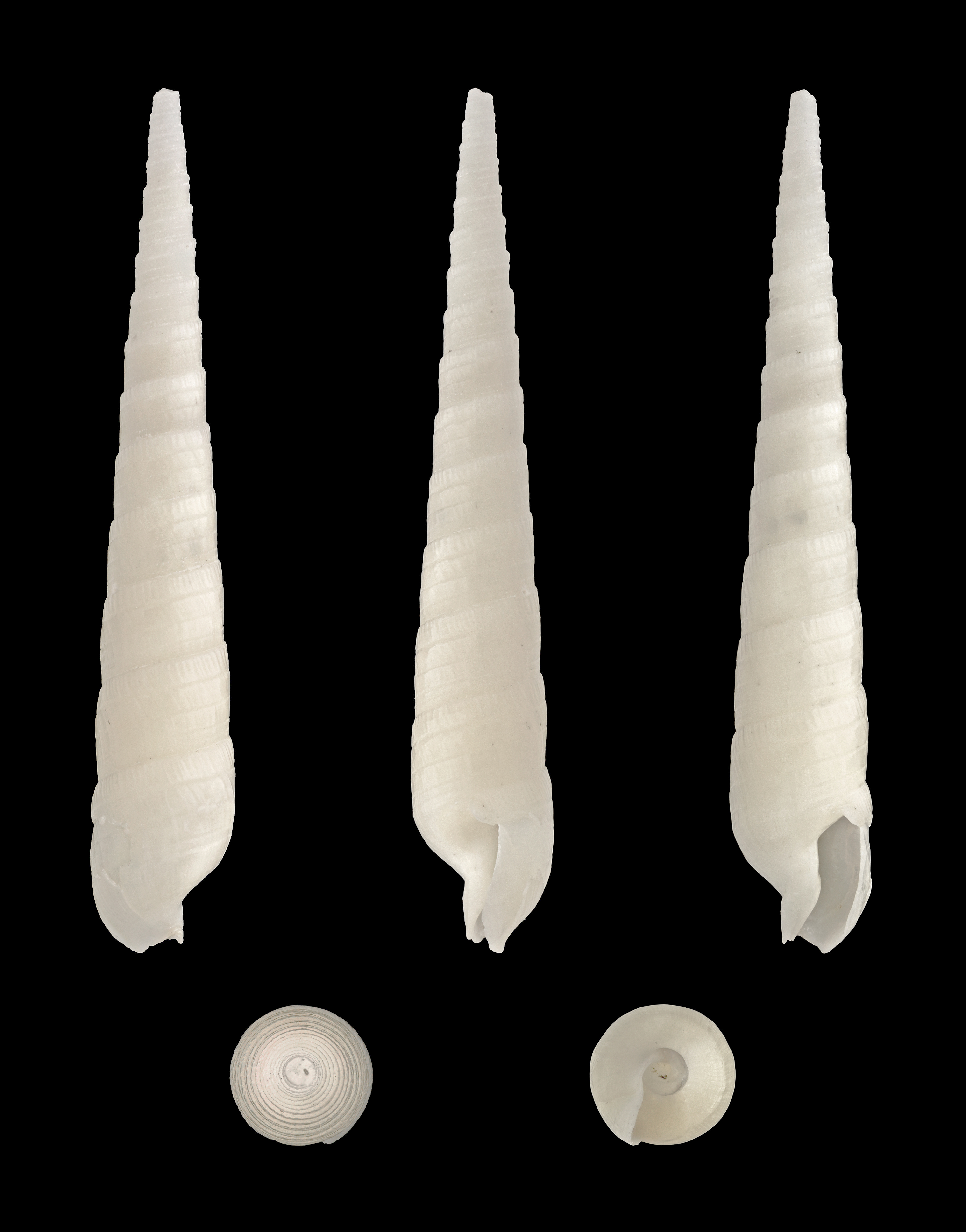
Terebra cingulifera
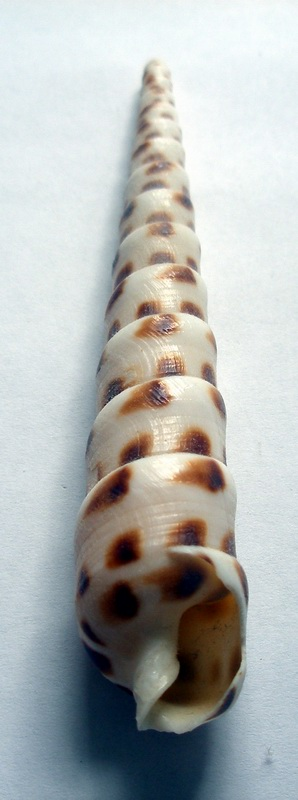
Terebra consobrina
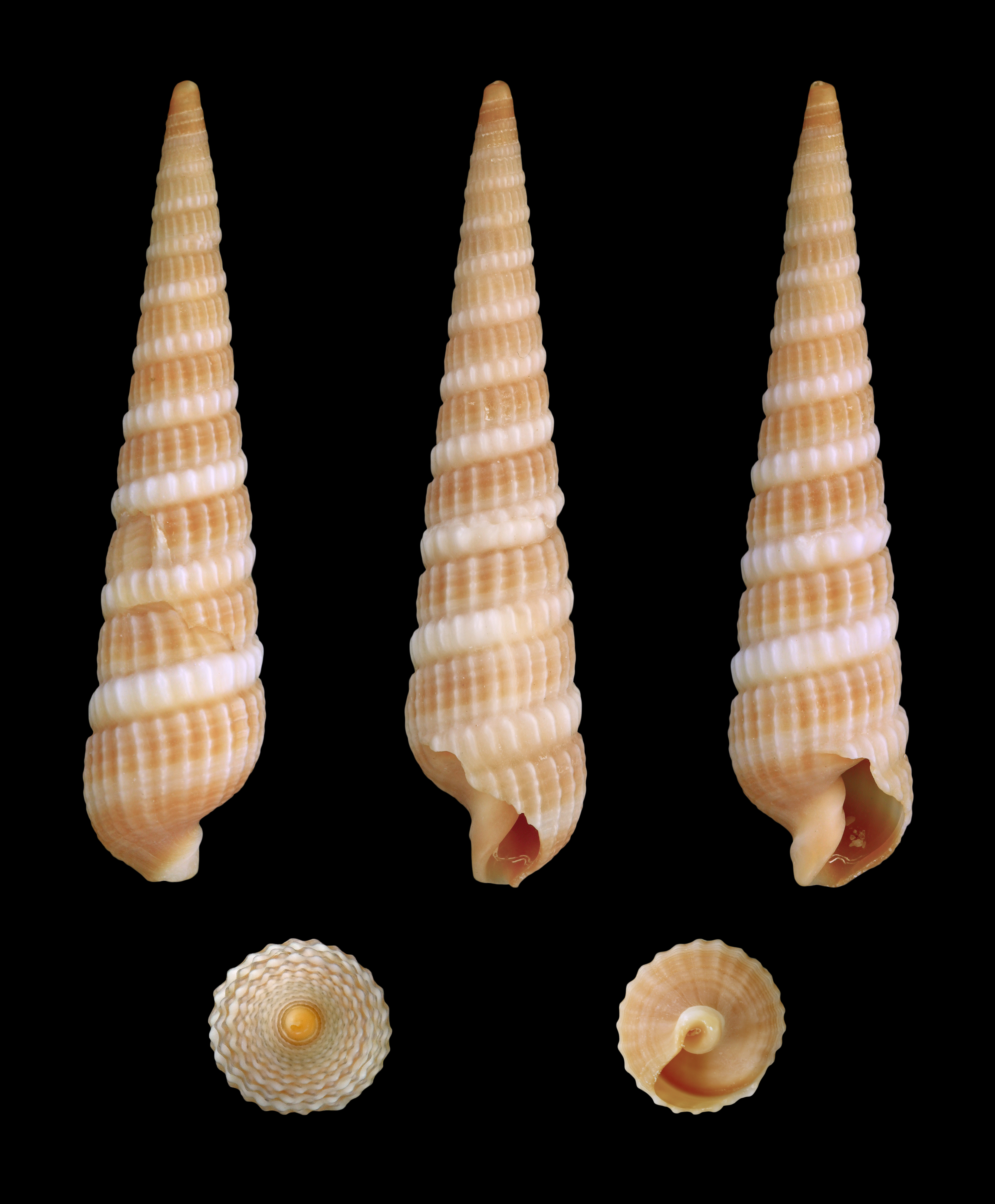
Terebra dislocata
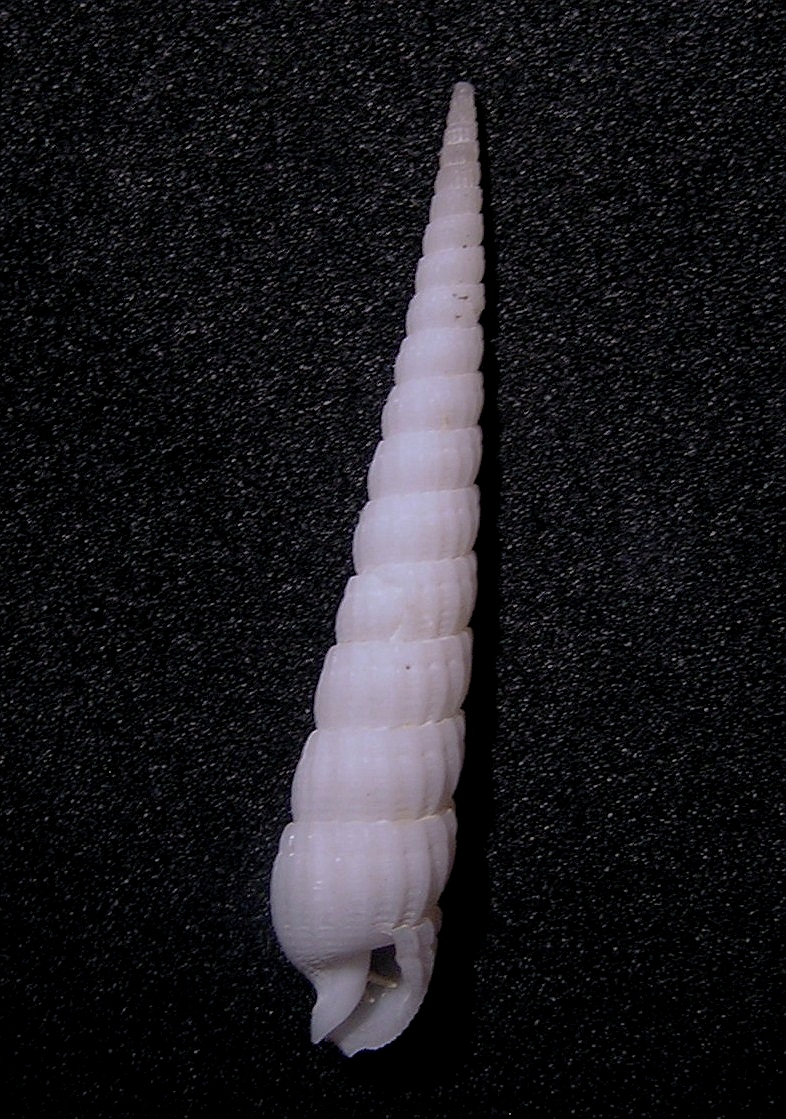
Terebra fijiensis
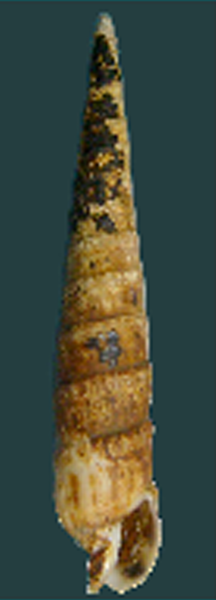
Terebra formosa
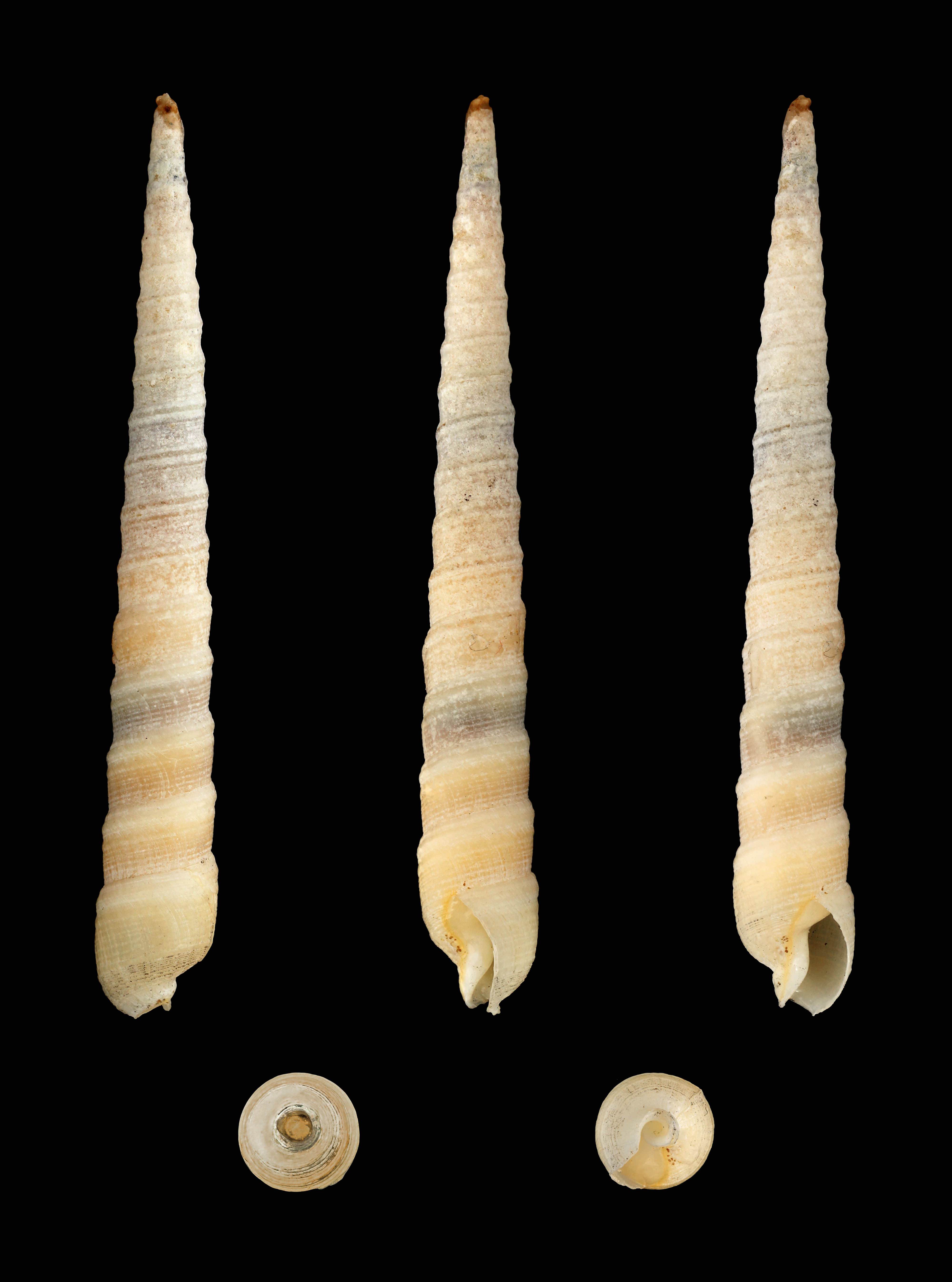
Terebra laevigata
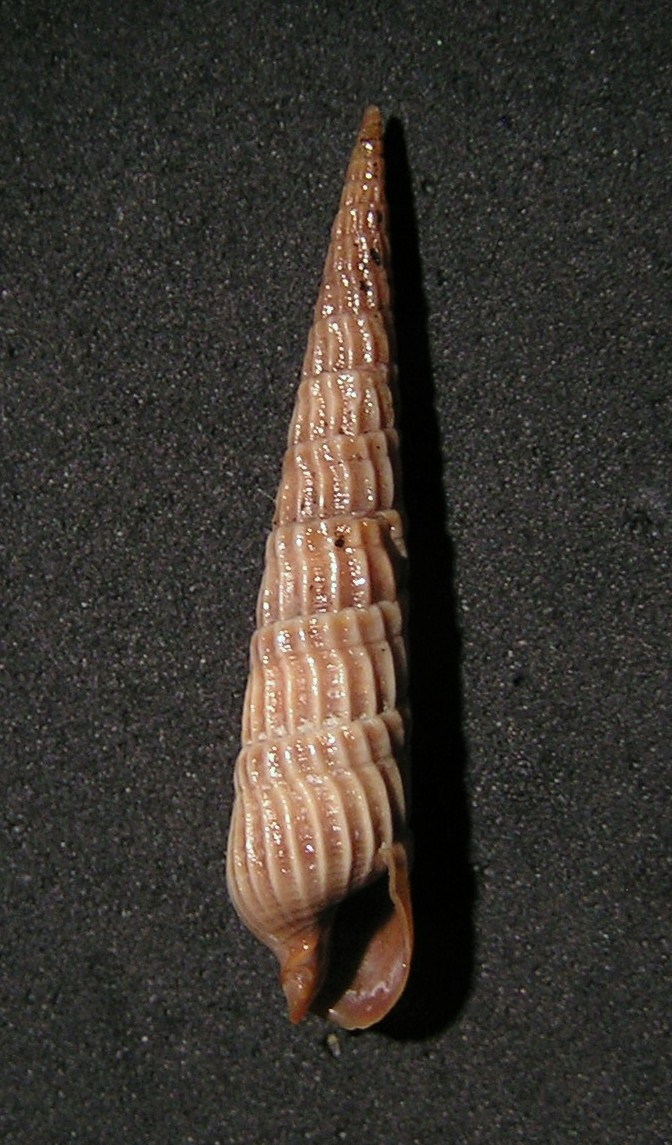
Terebra longiscata
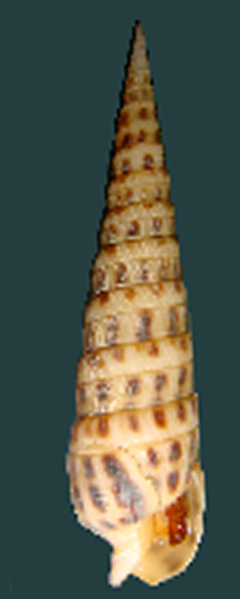
Terebra ornata
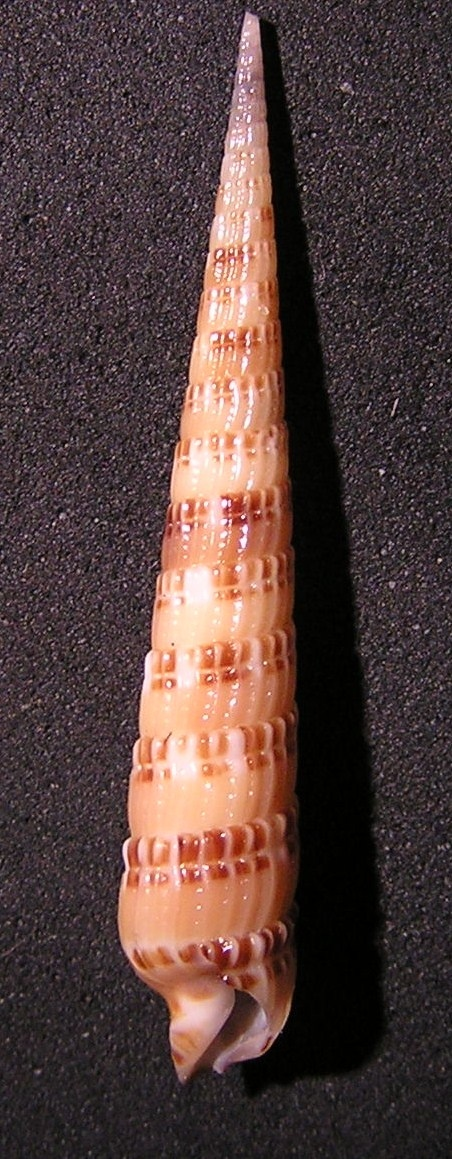
Terebra pertusa
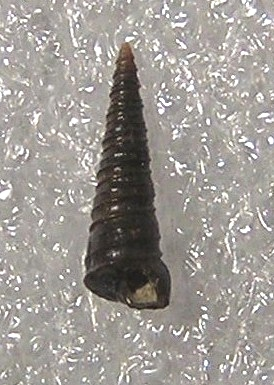
Terebra protexta
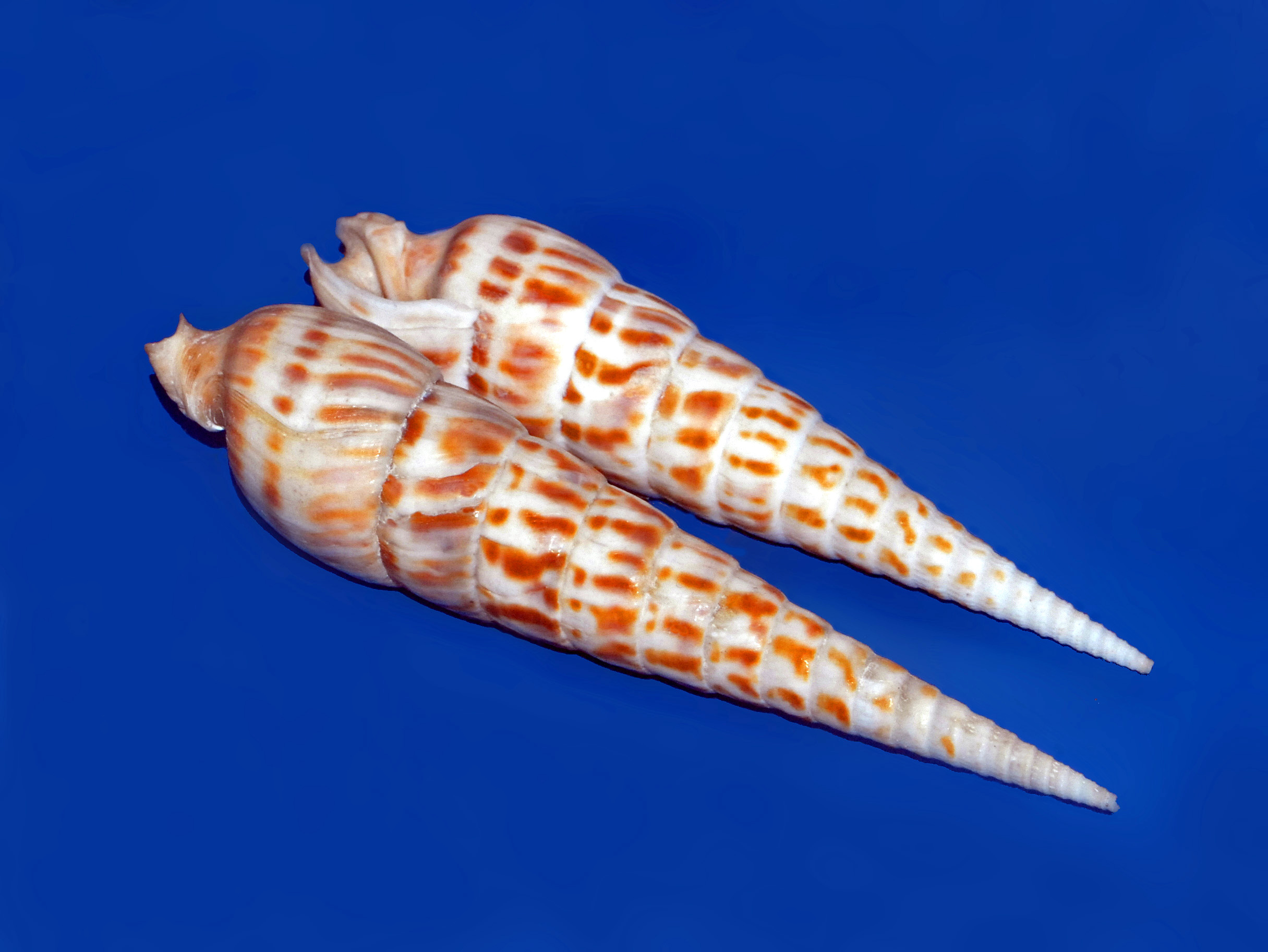
Terebra robusta
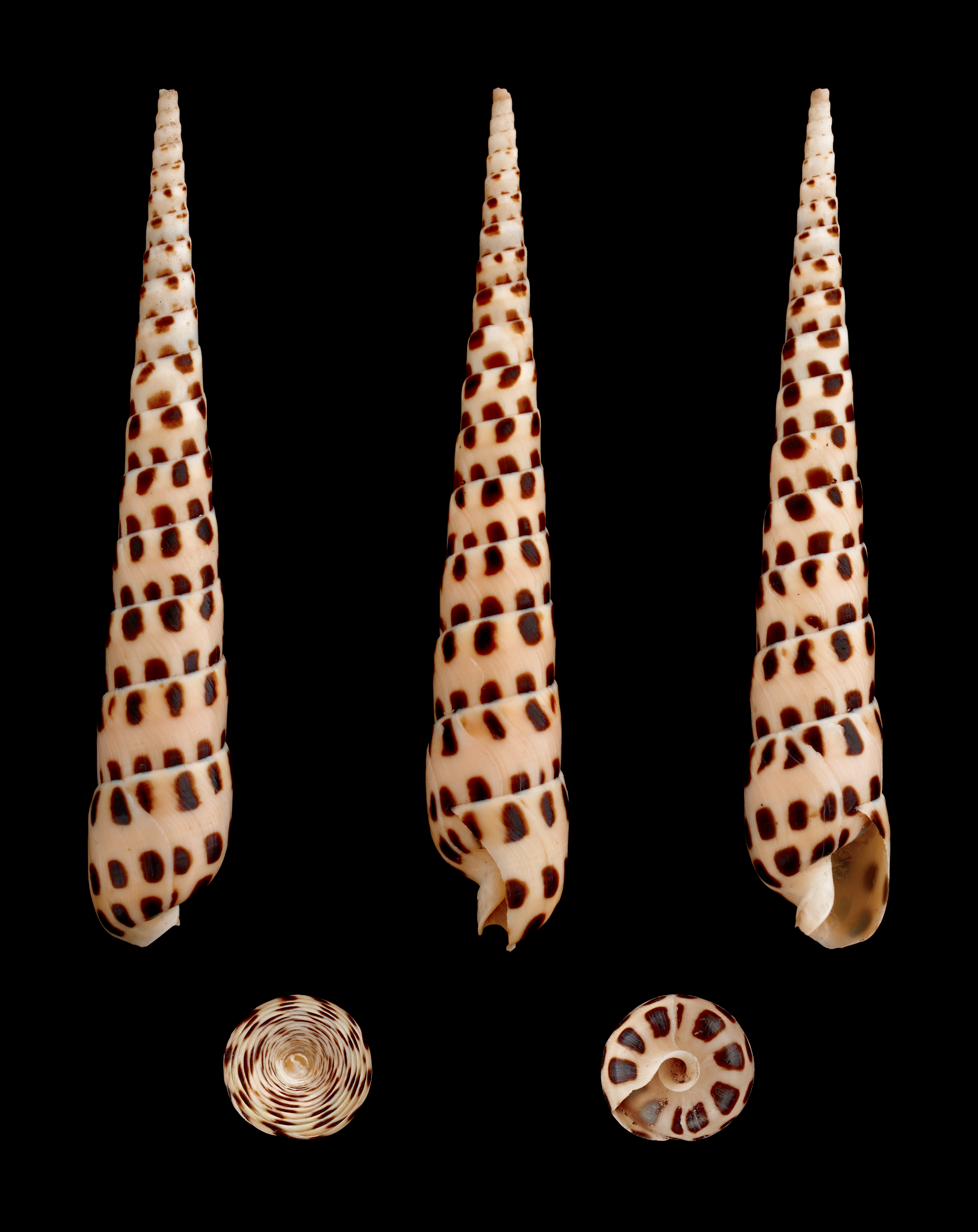
Terebra subulata
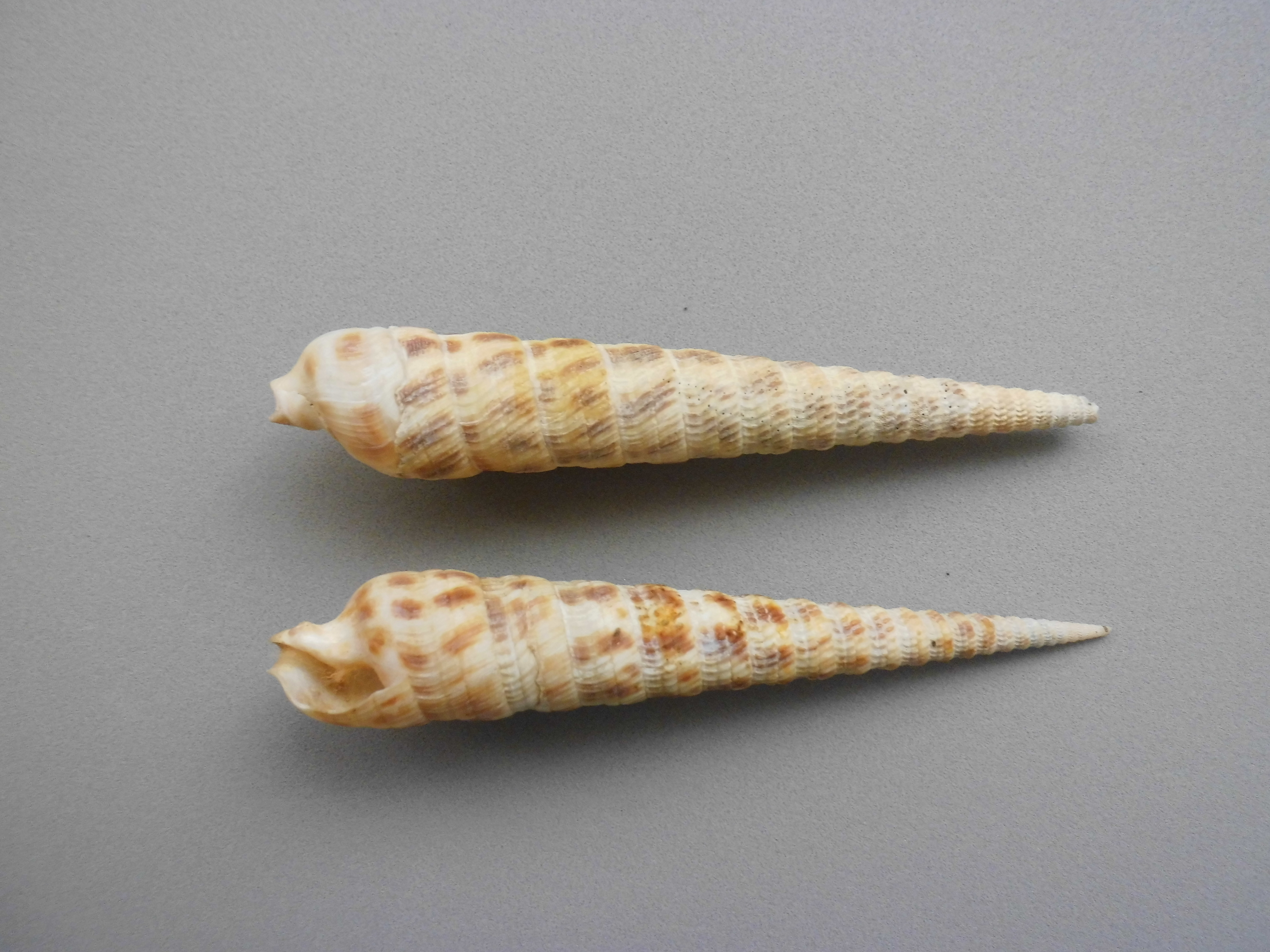
Terebra taurina
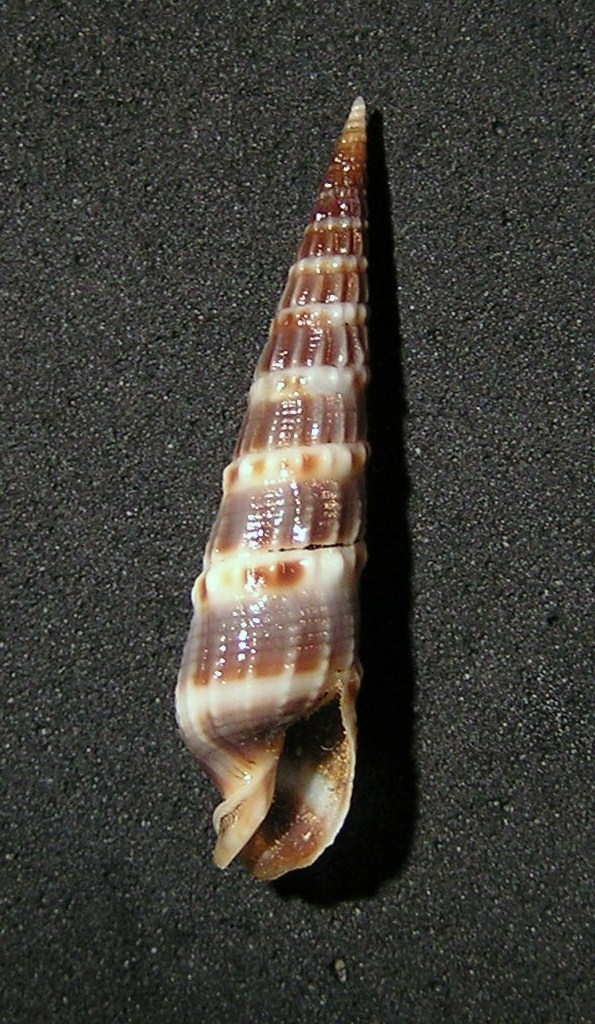
Terebra variegata
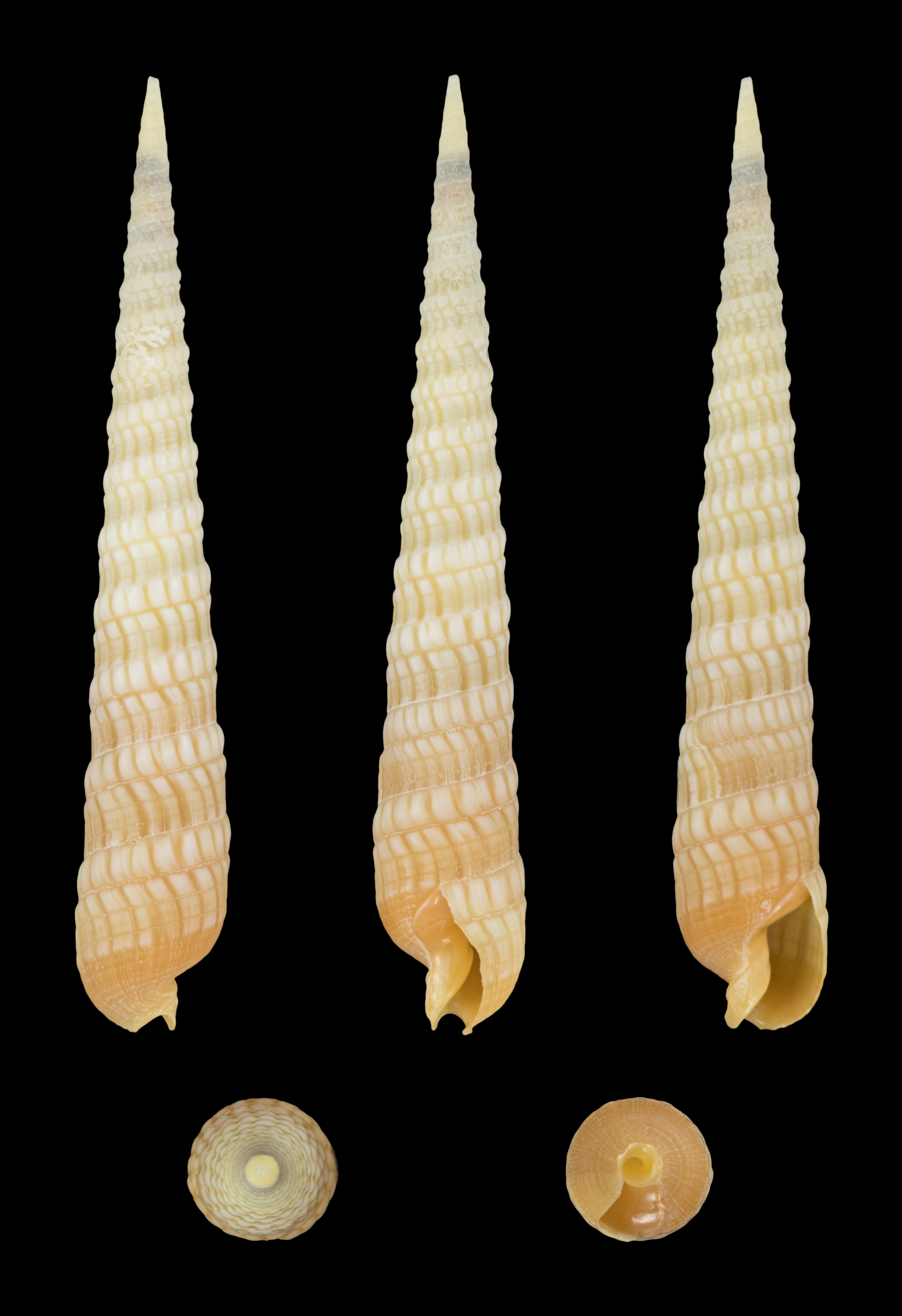
Terebra babylonia